# Bonniers uppslagsbok
Bonniers uppslagsbok är en uppslagsbok med cirka 41 000 uppslagsord och 3 300 bilder utgiven av Bonnier AB 2007 med Sara Nyström som projektledare och Ulrika Junker Miranda som huvudredaktör. Boken har utdrag ur Ett barn blir till av Lennart Nilsson, Den nya nordiska floran av Bo Mossberg och Lennart Stenberg och Svenska uppfinnare. 